# Belgische Middenkust

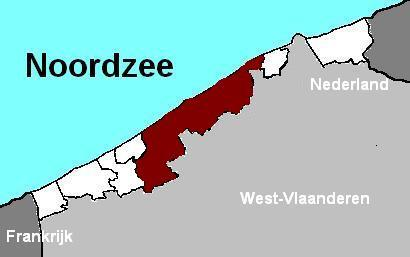
De Middenkust, van Middelkerke tot Wenduine

De Belgische Middenkust is het deel van de Belgische Kust tussen de badsteden Middelkerke en Wenduine. In het westen grenst het aan de Westkust, in het oosten aan de Oostkust.
Oostende, Bredene en De Haan liggen ook aan de Middenkust.